# Nova Gorica
Pour les articles homonymes, voir Gorica.
Nova Gorica () est une commune urbaine située dans l'ouest de la Slovénie, juste à la frontière italienne. La ville elle-même compte environ 13 000 habitants.
Dans la commune se trouve le couvent de Kostanjevica qui abrite la sépulture des derniers Bourbons. Avec la ville voisine italienne de Gorizia (Goritz), Nova Gorica  est en 2025, une capitale européenne de la culture.

## Géographie

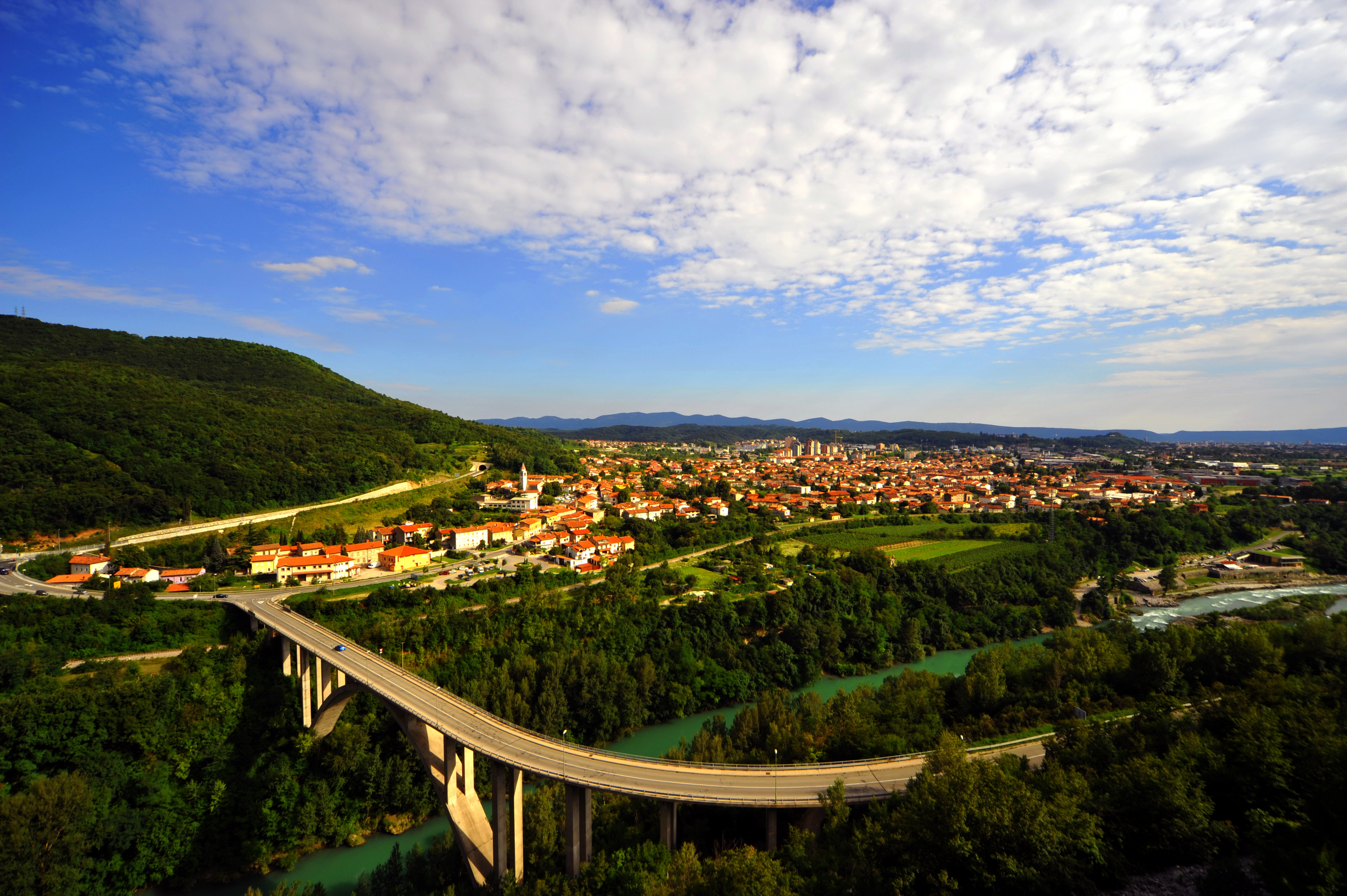
Panorama de la ville.

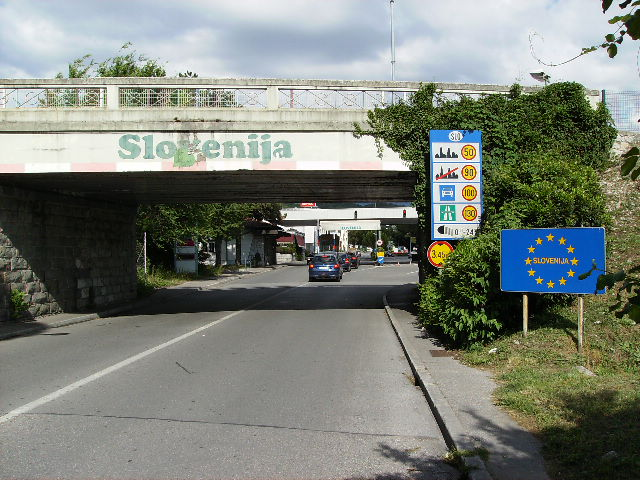
Pont de chemin de fer à la frontière italo-slovène sur Vipavska cesta en 2007.

Nova Gorica se situe dans la région traditionnelle de Goriška, à l'extrémité occidentale de la Slovénie. Située juste à la frontière avec l'Italie, en face de la ville de Gorizia. La commune se trouve à 65 kilomètres à l'ouest de la capitale slovène, Ljubljana, et à 35 kilomètres au nord du port de Trieste.

## Histoire
Tout d'abord autrichienne (jusqu'en 1876), puis austro-hongroise, la ville de Gorizia a été divisée après la Seconde Guerre mondiale : la partie ouest revient à l'Italie, tandis que la partie est est attribuée à la Yougoslavie, étant rattachée à la république socialiste de Slovénie. Constituant la partie slovène, la ville de Nova Gorica est créée en 1947 pour redonner un centre administratif à la zone environnante, puisque désormais la ville de Gorizia restée en territoire italien ne pouvait plus jouer ce rôle qu'elle avait eu historiquement.

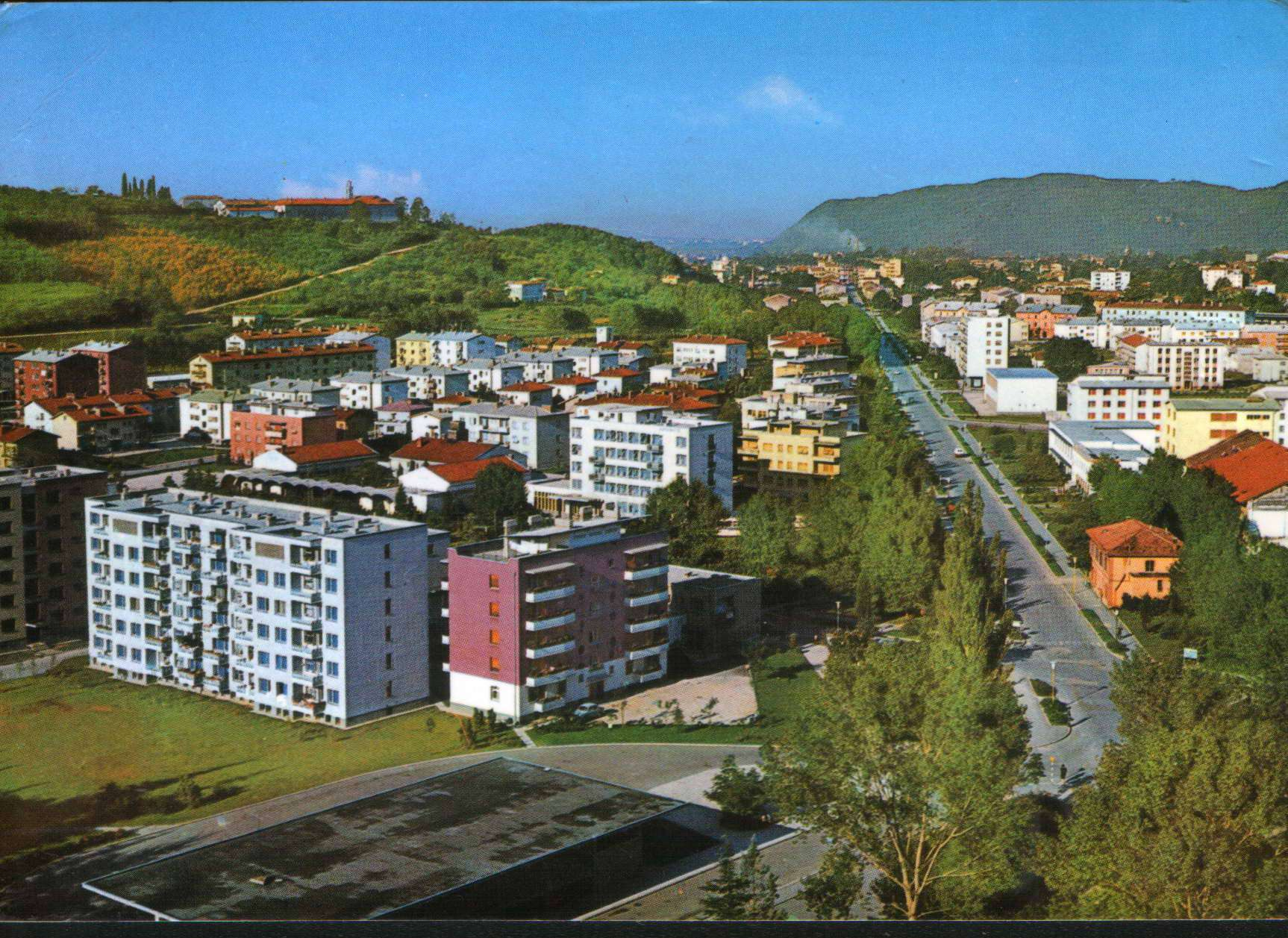
Vue sur Nova Gorica, en 1969.

Les deux villes sont tout de même très différentes, la slovène étant la plus récente, ce qui justifie son appellation de « ville nouvelle ». L'unique édifice de caractère au centre-ville est la vieille gare ferroviaire de Gorizia située sur la ligne de Jesenice à Trieste (Bohinjska proga) et classée « monument de la technique ». L'université de Nova Gorica, la quatrième plus grande université publique de Slovénie, a été fondée en 1995.
Nova Gorica et Gorizia forment pratiquement un tout depuis le 21 décembre 2007, jour où la Slovénie est entrée dans l'espace de Schengen ce qui a entraîné la disparition définitive des installations frontalières. Début 2010, couronnant un processus de rapprochement qui durait depuis des années, les trois communes voisines de Nova Gorica, Gorizia et Šempeter-Vrtojba ont signé un accord pour constituer un GECT (groupement européen de coopération territoriale), destiné à mettre en œuvre plus facilement et plus efficacement la collaboration et le développement transfrontaliers.

## Langues
La connaissance de l’italien est très répandue, même si la minorité italophone, autochtone ou non, est depuis longtemps réduite au minimum tandis que l’italien ne jouit d’aucune reconnaissance ni d’aucune protection (il est tout de même enseigné comme seconde langue étrangère dans quelques lycées) ; d’après le dernier recensement les personnes qui se sont déclarées de langue maternelle italienne sont 98. À Nova Gorica se trouvent plusieurs casinos, fréquentés par de nombreux touristes italiens.
Entre les deux guerres mondiales, la totalité du territoire de Gorizia fut placée sous autorité italienne qui dès lors, interdit l'usage de la langue slovène et même les noms sur les tombes slovènes furent italianisés.

## Patrimoine

### Patrimoine civil

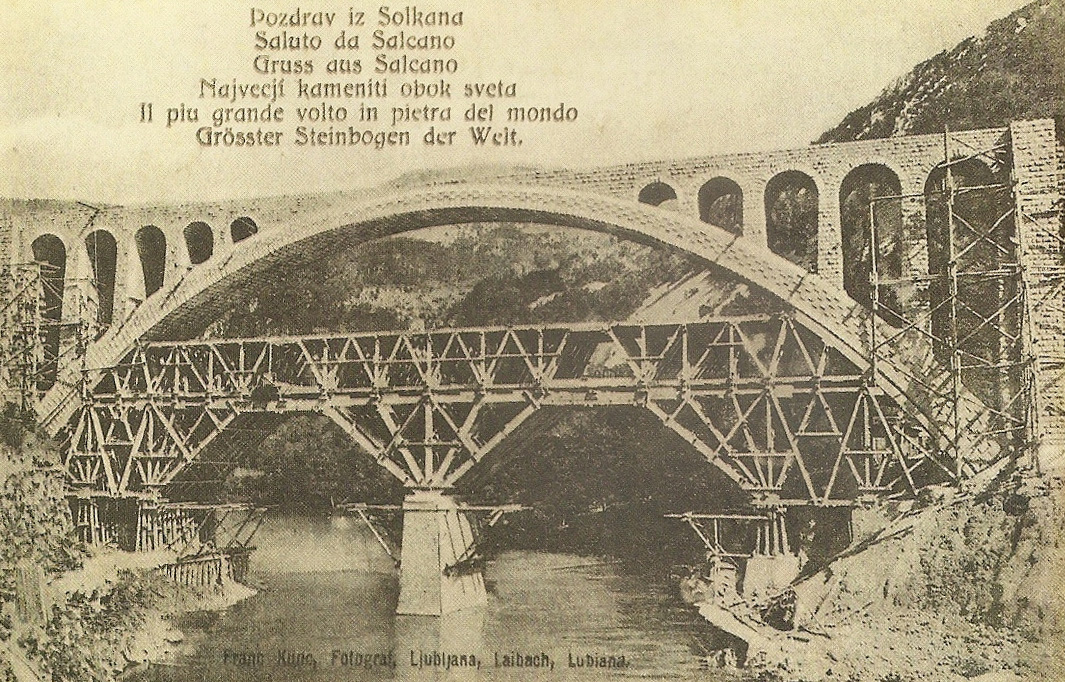
Le pont de Solkan en 1906.

- La gare de Nova Gorica, inaugurée le 19 juillet 1906 en présence de l'archiduc François-Ferdinand d'Autriche.

### Patrimoine religieux
- Le couvent franciscain de Kostanjevica (Castagnevizza en italien), où sont inhumés le roi de France Charles X, son fils le dauphin Louis – le « comte de Marnes » – et ses petits-enfants Louise d'Artois, duchesse de Parme et Henri d'Artois – le « comte de Chambord » ,ainsi que la dauphine Marie-Thérèse de France – la « comtesse de Marnes » –, la princesse Marie-Thérèse de Modène – la « comtesse de Chambord » – et le duc de Blacas d'Aulps.
- La co-cathédrale du Christ-Sauveur, construite en 1982.

## Relations internationales

### Jumelages
La ville de Nova Gorica est jumelée avec :
- Gorizia (Italie) depuis 1964
- Klagenfurt (Autriche) depuis 1965
- Otočac (Croatie)
- Aleksandrovac (Serbie)
- San Vendemiano (Italie) depuis 1973

## Personnalités liées à la ville
- Jure Franko (né en 1962), skieur alpin ;
- Ana Bucik (née en 1993), skieuse alpine ;
- Charles X de France et les derniers représentants de la branche aînée et française de la maison de Bourbon sont enterrés dans le monastère de Kostanjevica.